# Mzouda
 (avril 2025).
Motif : En attendant des sources secondaires centrées.
- Archive Wikiwix
- Bing
- Cairn
- DuckDuckGo
- E. Universalis
- Gallica
- Google
- G. Books
- G. News
- G. Scholar
- Persée
- Qwant
- (zh) Baidu
- (ru) Yandex
- (wd) trouver des œuvres sur Wikidata

| 1. | Préciser le motif de la pose du bandeau. | Précisez le motif de la pose du bandeau en utilisant la syntaxe suivante : {{admissibilité à vérifier\|date=avril 2025\|motif=remplacez ce texte par le motif}}             |
| 2. | Informer les utilisateurs concernés.     | Pensez à avertir le créateur de l'article, par exemple, en insérant le code ci-dessous sur sa page de discussion : {{subst:avertissement admissibilité à vérifier\|Mzouda}} |

Les Mzouda forment une tribu du Haut Atlas occidental, elle se situe à environ 74 km de Marrakech et de 28 km d'Imintanoute (village où avait résidé Jacques Berque en tant que contrôleur civil à la fin des années 1940 et au début des années 1950).
Le mot "Mzouda" est une forme arabisée du mot amazighe (berbère) "Unẓuṭṭ" (ⵓⵏⵥⵓⵟⵟ) qui signifie à la fois l'espace occupé par la tribu et la population qui occupe cet espace.